# Caterina Gabrielli
Caterina Gabrielli, rodným jménem Caterina Fatta (12. listopad 1730 Řím – 16. únor nebo 16. březen 1796 Boloňa), byla významná koloraturní sopranistka své doby, která úspěšně vystupovala ve vážných operách skladatelů jako Josef Mysliveček, Baldassare Galuppi či Christoph Willibald Gluck. Podařilo se jí získat angažmá také v několika prestižních operních centrech mimo Itálii, a to sice ve Vídni, Londýně a Petrohradu.

## Spolupráce s Josefem Myslivečkem
Gabrielli se objevila v hlavních rolích ve třech operách Josefa Myslivečka:
- Argene, Il Bellerofonte, Neapol, 1767
- Clelia, Il trionfo di Clelia, Turín, 1768
- Armida, Armida, Milán, 1780

## Caterina Gabrielli ve filmu
V historickém filmu Petra Václava Il Boemo ztvárnila Caterinu Gabrielli italská herečka Barbara Ronchi a zpěvní hlas jí propůjčila pěvkyně Simona Šaturová.